# Affero General Public License
A Affero General Public License se refere a uma licença que surgiu quando Henry Poole encontrou problemas relacionados a ASP na licença GPL, onde o uso mas a não distribuição do software não violavam a licença copyleft. A primeira versão, publicada em 2 de Março de 2002, é baseada na versão 2 da GNU General Public License.

## História
A primeira versão, publicada em 2 de Março de 2002, é baseada na versão 2 da GNU General Public License, com o suporte de [Bradley M. Kuhn]] e Eben Moglen da Free Software Foundation.
A Free Software Foundation lançou a GNU Affero General Public License no dia 19 de Novembro de 2007, se tornando a sucessora da licença Affero.